# Ouratea vaccinioides
Ouratea vaccinioides là một loài thực vật có hoa trong họ Ochnaceae. Loài này được Engl. mô tả khoa học đầu tiên..